# Janus Friis
Janus Friis (1976) is een Deense ondernemer die samen met Niklas Zennström de grondlegger was van het programma Kazaa, een peer-to-peer uitwisselingsnetwerk, en Skype, een peer-to-peer internetbeldienst.
In 2005 verkochten ze Skype aan veilingsite eBay voor 2,6 miljard dollar.
Tevens is Friis de bedenker van Altnet. Dit is een netwerk dat meelift op Kazaa. 
Hiermee kan de gebruiker, tegen betaling, legaal video en audio downloaden via Kazaa.